# Contingente-waarderingsmethode
De contingente-waarderingsmethode (Engels: contingent valuation method, CVM) is binnen de economische waarderingsmethoden een enquêtemethode waarbij respondenten gevraagd wordt hoeveel zij bereid zijn te betalen voor het gebruik of de bescherming van het natuurlijk milieu onder hypothetisch gecreëerde marktomstandigheden. Andersom kan men ook vragen welk bedrag mensen ter compensatie zouden willen hebben als er schade zou worden toegebracht aan een bepaald natuurgebied of milieuaspect.

## Algemene toepassingsmogelijkheden
In het algemeen kan gesteld worden dat deze methode alleen geschikt is voor de waardering van goederen die geen indirecte effecten op andere goederen hebben (Hoevenagel, 1994). Zij is geschikt voor de waardering van gemakkelijk te herkennen aspecten van de natuur, zoals natuurschoon. Voor ingewikkelde natuurlijke processen zoals klimaatregulering of nutriëntenzuivering is de methode minder geschikt. De contingente-waarderingsmethode levert geen zuivere waarden op als mensen volledig onbekend of onervaren zijn met het betreffende natuurgebied of -aspect, of als zij de verantwoordelijkheid ervoor verwerpen (de Boer e.a., 1997).

## Geschiktheid voor ecosysteemfuncties
De methode kan worden gebruikt om de recreatieve belevingsfunctie van een ecosysteem te waarderen. Ook kan zij worden gebruikt om de niet-gebruiksfunctie van een ecosysteem te waarderen, door specifieke vragen op te nemen in de enquête over wat mensen ervoor overhebben om het gebied te behouden, om het door te geven aan de kleinkinderen, of om er in de toekomst mogelijk gebruik van te kunnen maken. Hierbij kan worden opgemerkt dat de contingente-waarderingsmethode de enige waarderingsmethode is waarmee de niet-gebruikswaarde kan worden bepaald.